# Анна (жена Романа Галицкого)
Анна или Мария («Великая Княгиня Романова»; род. до 1188 — ум. не ранее 1253) — гипотетическое монашеское имя второй жены князя Галицко-Волынского и Великого князя Киевского Романа Мстиславича — матери Даниила Галицкого и Василько Волынского, которая после гибели мужа поддерживала своих сыновей в борьбе за Галицко-Волынское княжество.

## Версии происхождения
Роман Мстиславич женился вторично около 1197 года. Галицко-Волынская летопись не указывает имя его жены, называя её «Великая Княгиня Романова». Вывод о том, что её монашеское имя было Анна, сделан историками исходя из того, что её внук волынский князь Мстислав Данилович основал на её могиле церковь в честь Святых Иоакима и Анны. Согласно другой версии в монашестве её звали Марией (а Иоаким и Анна считались её покровителями как родители Богородицы).
В настоящее время выдвинуто три версии происхождения второй жены Романа Галицкого:
1. Н. И. Костомаров считает её названой сестрой венгерского короля Андраша II[3]
2. Украинский исследователь Н. Ф. Котляр делает предположение, что Анна приходилась родственницей (возможно, сестрой) одному из «великих» волынских бояр, Мирославу. Отчасти это основано на летописном известии, в котором Мирослав назван «дядькой» Даниила Романовича[4]
3. Российский историк, профессор А. В. Майоров на основании исследования византийских и других иностранных источников предполагает, что Анна была Евфросинией Ангелиной, дочерью византийского императора Исаака II Ангела и сестрой жены Филиппа Швабского[5]

Большинство исследователей в настоящее время поддерживают третью версию (среди прочих, Л. В. Войтович, Д. Домбровский, который называет вторую жену Романа Марией).

## Аргументы в пользу версии византийского происхождения Анны
Согласно версии византийского происхождения Анны, она могла быть рождённой около 1186/1187 года дочерью императора Исаака II Марией или Евфросиньей. Рождение первенца (Даниила), таким образом, датируется 1201 годом (когда принцессе было 14—15 лет). Логичным аргументом является появление именно после второго брака в роду волынских Изяславичей (Романовичей) нехарактерных (преимущественно, греческого происхождения) имён: Ираклий, Лев, Шварн (сыновья Даниила) и т. д. Эта версия объясняет и связи жены Романа с венгерским королём, за помощью к которому она обратилась после гибели мужа: её отец Исаак был женат вторым браком на сестре Андраша II Маргарите (которая могла быть либо матерью, либо мачехой Анны).
Союз Романа с дядей Анны византийским императором Алексеем III Ангелом мог быть заключен на рубеже XII—XIII веков и скреплен этим браком галицко-волынского князя. Смещённый крестоносцами в 1203 г. император вместе с семьёй бежал в Восточную Европу. Согласно А. В. Майорову, после августа 1203 и до апреля 1204 годов, когда Алексей III находился в Болгарии с целью поиска военных союзников против крестоносцев, у него было достаточно времени и возможностей для прямых контактов с Романом Мстиславичем и даже для личного посещения Галича.
В пользу этого могут свидетельствовать данные о военном и династическом союзе Алексея и Романа, а также традиционно активная роль Галича в поддержке претендентов на византийский и болгарский престолы. Кроме того, вторжение Романа Галицкого в Польшу, в ходе которого он погиб, могло быть частью похода в Саксонию против Оттона Брауншвейгского в поддержку мужа сестры Анны Филиппа Швабского в их борьбе за власть в Священной Римской империи после смерти императора Генриха VI.

## Аргументы против версии византийского происхождения Анны
1) Старшая дочь Исаака II Ангела — Евфросиния Ангелина (1174/79 — 1 октября до 1208), монахиня с 1183 — не могла быть «Анной», так — как в синодике шпеерского кафедрального собора, упоминается вклад внесённый Ириной (Марией) Ангелиной, которая поминает свою сестру Евфросинию в числе умерших.
2) Гипотеза Войтовича — не выдерживает никакой критики, по его домыслам — «Анна (Елена) Ангелина», дочь Исаака II Ангела и Марии Венгерской. Но Мария Венгерская родилась в 1175, и гипотетическая «Анна (Елена)» тогда получается родилась — самое раннее 1189/90 (и умерла, по его словам в 1289 — в 100 лет!) и уже в 1201 (в 11-12 лет !) родила Даниила.
3) Ономастика мужских имён императорских фамилий: Дук, Комнинов, Ангелов и Палеологов на 95 % ограничивается десятком имён: Алексей, Андроник, Дмитрий, Исаак, Иоанн, Константин, Мануил, Михаил, Никифор и Фёдор. Существовала устойчивая традиция, наречения потомков в определённом порядке: 1-го ребёнка именем деда/бабушки, 2-го именем старшего дяди/тётки и т. д. Имена: Шварн, Лев и Ираклий, на протяжении 915—1453 годов, в императорских семьях не встречаются ни разу.
В любом случае — эти имена не имеют абсолютно никакой связи с родом Ангелов.
4) Примечательно, что столь исключительно экзотическое имя — Шварн (Не раз упоминаемое в летописях в середине XII — начале XIII века) — не могло не привлечь внимания историков. Но, почему-то исследователи происхождения «Анны», закрыли глаза на эту явную взаимосвязь. С 1176 упоминаются три сестры — во главе с женой Всеволода Юрьевича Большое Гнездо — Марией Шварновной - дочерью чешского князя. Тема столь же загадочная, как и личность самой "княгини Романовой"
5) Имея (гипотетически) сестру — Ирину (Марию) Ангелину, жену одного из сильнейших государей Европы, германского короля Филиппа Швабского — «Анна», бежавшая из-за мятежа бояр из Галича, почему-то скитается с детьми по дворам Европы — но не обращается к «родной сестре». В 1206 г. она находит убежище в Польше, у Лешека Белого, а затем в Венгрии у Андрея II.

## После смерти мужа
Роман погиб летом 1205 г., попав с небольшим отрядом в засаду поляков под городом Завихостом. После этого его вдова Анна заключила в Саноке соглашение с королём Андрашем II о размещении венгерского гарнизона в Галиче для защиты её семьи. Предпринятая в том же году попытка Великого князя Киевского Рюрика Ростиславича вместе с Ольговичами и половцами овладеть Галичем провалилась. В 1206 г. в преддверии их нового похода княгиня увезла детей во Владимир-Волынский, и избежать нападения союзников (к которым присоединились и поляки) на Волынь удалось только благодаря приходу Андраша с войском. Волынские бояре, в частности Вячеслав Толстый, Мирослав и Демьян, помогали княгине и Романовичам.

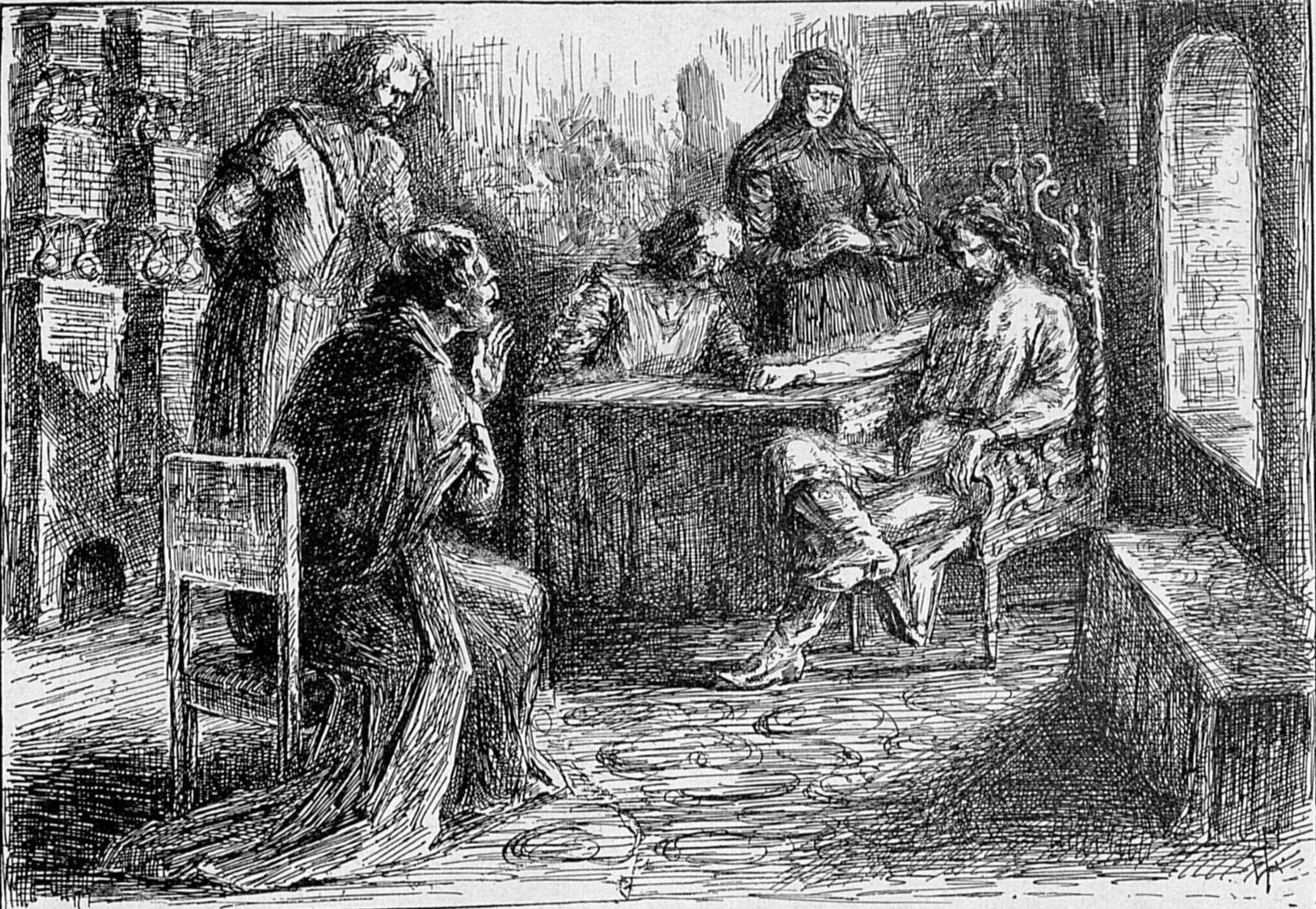
Даниил Галицкий и его мать встречают папского легата

Однако вскоре в Галиче, а затем и во Владимире по приглашению вернувшихся в Галич бояр Кормиличичей сели новгород-северские Игоревичи из Ольговичей, которые потребовали выдать им семью Романа. Анна с детьми бежала и нашла убежище в Кракове, у Лешека Белого, в борьбе с которым погиб Роман, хотя ранее они были союзниками. После вмешательства Лешека и Андраша Анна вместе с младшим сыном Васильком были приняты на княжение в Берестье (1208). Затем мать Василька попросила Лешка отдать её сыну ещё земли: «Александр, — говорила княгиня, — держит всю нашу землю и отчину, а сын мой сидит в одном Бресте». В итоге они получили от её племянника Александра Всеволодовича Белз, который тот отобрал обратно в спустя 4 года. Тогда Анна с Василько и боярами уехали в Каменец (1212 год).
После развёрнутых Игоревичами против галицких бояр репрессий венгры, поляки и волынские князья посадили на княжение в Галиче Даниила (1211 год), но вскоре после ухода покровителей княгиня была изгнана боярами, а 10-летний Даниил, плакавший о её отъезде, ранил мечом коня под тиуном, посланным вернуть его. В следующем году Андраш вернул в Галич княгиню и Даниила, но они вновь были вынуждены бежать в Венгрию после приведения боярами в Галич Мстислава пересопницкого, двоюродного дяди Романовичей. Тогда Андраш вступил в соглашение с захваченным им Владиславом Кормиличичем, и тот, будучи боярином, стал княжить в Галиче. Тогда княгиня с Даниилом уехала от Андраша к Лешеку, и тот провёл поход на Галич: Владислав с его венгерскими и чешскими контингентами был разбит, но смог отстоять сам Галич. Тогда же к владениям Романовичей на Волыни добавились Тихомль и Перемиль.
Разрыв между Андрашем и Лешеком сменился союзом, заключённым в Спиши, в результате которого был осуществлён известный призыв Лешека: «Не есть лепо боярину княжити в Галичи, но поими дщерь мою за сына своего Коломана и посади и в Галичи» (1214 год). 5-летний Коломан с согласия папы Иннокентия III стал «королём Галицким», Перемышль при этом достался Лешеку, а Любачев Пакославу, при содействии которого Лешек посадил Романовичей во Владимире-Волынском, выгнав оттуда Александра.
В 1219 году, после достижения сыновьями совершеннолетия, княгиня, возможно, по принуждению бояр, ушла в монастырь под именем Елена или Анна, однако и в дальнейшем принимала участие в политической жизни княжества. В Галицко-Волынской летописи сообщается, что в 1253 году она давала совет сыну Даниилу по поводу принятия королевской короны от Папы Римского.
Также есть версия, что как «монахиня Елена» она была упомянута в 1288 году на похоронах князя Владимира Васильковича, а другой её внук князь Мстислав Данилович построил в 1289 году часовню Святых Иоакима и Анны на её могиле сразу после её смерти.
Похоронена в городе Владимир-Волынский.

## Дети
- Даниил Романович Галицкий (1201—1264), князь Галицко-Волынский, король Руси с 1254
- Василько Романович (1203—1269) — князь Белзский 1207—1211, Берестейский 1208—1210, 1219—1228, Перемышльский 1209—1218, Пересопницкий 1225—1229, Луцкий 1229—1238, Владимиро-Волынский с 1238
- Елена Романовна? — жена Михаила Черниговского c 1188 — 1211 годов.
- Саломея Романовна? — первая жена Святополка Померанского

## Образ в кино
- Даниил — князь Галицкий (СССР) (1987), режиссёр Ярослав Лупий. В роли Анны — Вера Кузнецова
- Король Данило (Украина) (2018), режиссёр Тарас Химич. В роли Анны (Ефросиньи) — Мирослава Рачинська